# Ontstaan van de Nederlandse ondergrond

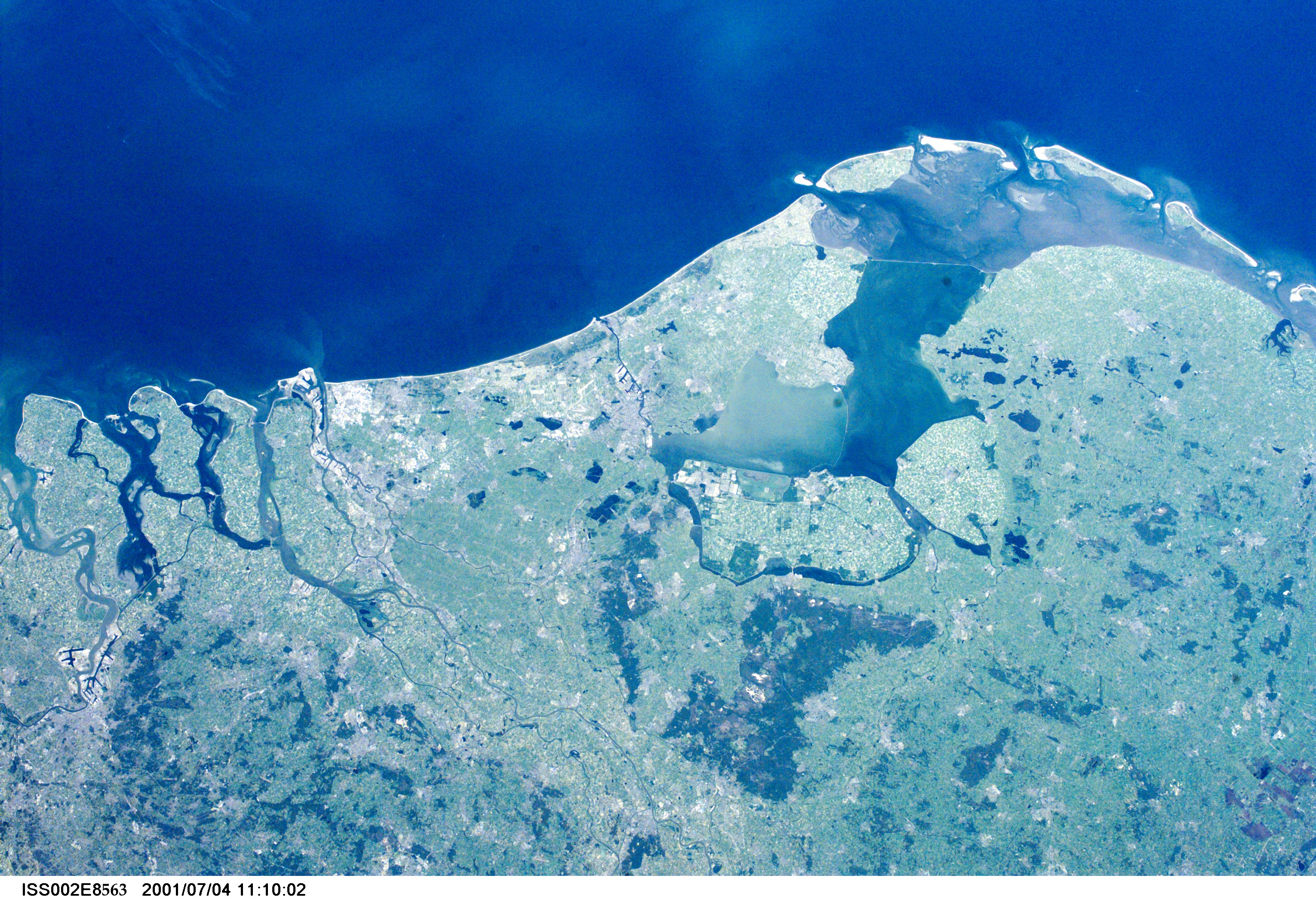
Nederland

Het ontstaan van de Nederlandse ondergrond (ook wel geogenese genoemd) is onderdeel van de geologische geschiedenis sinds het ontstaan van de Aarde. Het is een complexe opeenvolging van tijden van gebergte- en bekkenvorming, van erosie en sedimentatie in en rondom Nederland, evoluerend onder invloed van tektoniek en wisselingen in klimaat en zeespiegelstand. Het tegenwoordige Nederlandse landschap is grotendeels gevormd in de laatste 150.000 jaar: de laatste twee ijstijden uit het Pleistoceen en het Holoceen, het huidige geologische tijdvak. Ruim 2/3 van het oppervlak wordt gevormd door Holocene afzettingen. De verdrinkingsgeschiedenis tijdens het Holoceen van de Rijn-Maas-delta, de Zeeuwse estuaria, de Waddenzee en omgeving is van groot belang geweest voor de bewoningsgeschiedenis van Nederland. Op haar beurt is bewoning van grote invloed geweest op het huidige Nederlandse landschap (polders, dijken), met name in de laatste 1000 jaar.
Voor het ontstaan van de ondergrond van Nederland, over welke periode van de geologische geschiedenis het ook beschouwd wordt, zijn steeds de volgende factoren van belang:
- het substraat: het reeds aanwezige gesteente, sediment en overgeërfde reliëf;
- het heersende klimaat: gerelateerd aan het wereldklimaat en aan de toenmalige breedtegraad van Nederland (niet constant vanwege platentektoniek);
- tektoniek: bewegingen van de ondergrond van lokale (langs geologische breuken) en regionale (het Noordzee bekken) aard;
- zeespiegelbewegingen: variërend met het wereldklimaat en de positie van de continenten op aarde.

Voor de jongste geologische tijd komen daar nog de aanwezigheid van landijs en menselijke ingrepen bij.

## Precambrium
In Nederland zijn nooit gesteenten gevonden die ouder zijn dan het Siluur. Hierdoor is de precieze diepte en ligging van gesteenten uit oudere tijdperken niet bekend. Echter de continentale plaat waarop Nederland ligt, lag aan het einde van het Precambrium tussen Scandinavië en Groenland op het zuidelijk halfrond, waarschijnlijk rond de 60° zuiderbreedte.

## Paleozoïcum
Tijdens het eerste deel van het Paleozoïcum was de landmassa verdeeld over één groot continent, Gondwana, de kleinere continenten Laurentia, Baltica, Siberia en een aantal kleinere continentale fragmenten zoals Kazachstania en Noord- en Zuid-China.
Aan het begin van het Paleozoïcum was de paleogeografische ligging van België en Nederland op het zuidelijk halfrond, ergens ter hoogte van de huidige ligging van Patagonië. Het huidige Europa is ontstaan door verschillende periodes van orogenese waarvan twee tijdens het Paleozoïcum plaatsvonden:
- Caledonische orogenese (480-400 miljoen jaar geleden)
- Hercynische (of Variscische) orogenese (380-270 miljoen jaar geleden)

Twee resten van het Caledonische gebergte zijn in de latere ontwikkeling van Nederland belangrijk geweest, namelijk het Londen-Brabantmassief en het Rijns Massief.

### Temperatuurverloop van de laatste 542 Ma

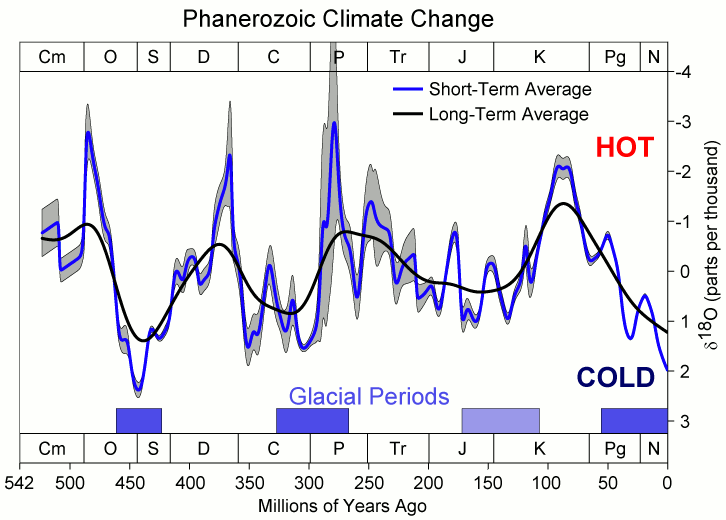
Temperatuurverloop van de laatste 542 Ma. Gebaseerd op zuurstof, koolstof en strontium isotopen metingen aan 2128 calcitische en calcium fosfaat fossielen, voornamelijk brachiopoden en enkele conodonten en belemnieten.

### Cambrium
In het Cambrium was de gemiddelde temperatuur waarschijnlijk 20 °C. Het grote zuidelijke paleocontinent Gondwana lag van 30° zuiderbreedte tot aan de Zuidpool. Het bestond uit wat nu India, Madagaskar, Australië, Nieuw-Zeeland, Afrika, Florida en Zuid-Amerika zijn. Ook Avalonia, dat nu een deel van de Britse eilanden en Newfoundland en Nova Scotia vormt, lag aan de Zuidpool.
Laurentia (tegenwoordig Noord-Amerika en Groenland), Schotland en Siberia bewogen richting de evenaar en daarmee opende een nieuwe oceaan, de Iapetusoceaan.
Baltica (Scandinavië en het Europese deel van Rusland) was ook losgekomen van Gondwana maar lag nog ver naar het zuiden. De beide delen van China (noord en zuid) waren aparte kratons en waren bedekt door een ondiepe tropische zee.
De zeespiegel stond 500 tot 600 meter hoger dan tegenwoordig, waardoor West-Europa vanaf het Cambrium tot in het Siluur waarschijnlijk bedekt was door een zee.
In België is het Cambrium het oudste systeem, dat dagzoomt in de Ardennen (massieven van Rocroi, Givonne, Serpont en Stavelot) en in het massief van Brabant (bovenlopen van de Zenne, Dijle en Gete). De gesteenten bestaan voornamelijk uit schisten, fyllieten en kwartsieten. In Nederland komt het Cambrium niet aan het oppervlak. Het stuk aardkorst waarop nu Nederland ligt, bevond zich waarschijnlijk rond de 60° zuiderbreedte.

### Ordovicium
Aan het begin van het Ordovicium lag het merendeel van de landmassa's op het zuidelijk halfrond. Het paleocontinent Laurentia bevond zich rond de evenaar. Ten oosten ervan bevond zich een paleocontinent bestaande uit een deel van het huidige Siberië en ten zuidoosten lag Baltica (Scandinavië en het Europese deel van Rusland). Laurentia en Baltica waren van elkaar gescheiden door de Iapetusoceaan. Nog verder zuidwaarts bevond zich één groot paleocontinent, Gondwana. Hiervan werden stukken afgebroken, onder andere Avalonia, die snel in noordelijke richting dreven. Op dit microcontinent bevonden zich de landmassa's die tegenwoordig het zuiden van Ierland, het Verenigd Koninkrijk en de Benelux vormen. Nederland lag toen op 40° zuiderbreedte.
Tijdens het Laat-Ordovicium botste Avalonia op Baltica. Dit zorgde ervoor dat de Iapetusoceaan verdween. Het huidige zuiden van Nederland maakte deel uit van een snel dalende diepe depressie, de Brabantdepressie. Deze werd gevuld met afbraakproducten van het oprijzende Caledonische gebergte.

### Siluur
Door de botsing van Avalonia op Baltica tijdens het Siluur begon een periode van orogenese, waardoor de zuidrand van Baltica en Avalonia grootschalige plooiing onderging. De huidige Ardennen zijn in eerste instantie door deze plooiingsfase, die we kennen als de Caledonische orogenese, geplooid. Deze orogenese was een belangrijke fase in de vorming van Noordwest-Europa. Aan het einde van dit tijdvak kwam door de hierdoor veroorzaakte opheffing een einde aan de mariene condities. Boven Silurische lagen liggen de oudste in Nederland aangeboorde gesteenten. Het zijn geplooide en sterk samengedrukte fijnkorrelige turbiditische sedimenten, afgezet in een diepe zee, die in boringen op de noordelijke flank van het Londen-Brabantmassief zijn aangetroffen.

### Devoon
In het Devoon collideerde Baltica - samen met Avalonia - met Laurentia, waardoor Euramerika - ook wel Old Red Continent genoemd - ontstond, waarna sedimenten als de Engelse Old Red Sandstone tot 6000 meter dik werden gevormd. Deze komen voor in Schotland, Noord-Engeland, Scandinavië en het oosten van Noord-Amerika. In Nederland komt van dezelfde ouderdom de Banjaard groep voor, die in tegenstelling tot de Engelse "Old Red" voornamelijk uit schalie en klei bestaat. Dit verschil in gesteente was het gevolg van een verschil in het afzettingsmilieu: ter hoogte van Nederland lag een ondiepe zee, terwijl het huidige Engeland boven water lag.
Tijdens het Devoon werden in West-Europa voornamelijk mariene kalken, kleien en zanden afgezet, die vooral in de Eifel en Ardennen goed ontsloten zijn. In Zuid-Limburg is het Devoon 300 tot 1000 meter dik, maar het ligt in Nederland nergens aan het oppervlak. Over de precieze omstandigheden in Nederland is dan ook veel minder bekend dan over de Ardennen.
In het Laat-Devoon bewogen Euramerika en het zuidelijke Gondwana naar elkaar toe. In het Ordovicium had een aantal kleine continentale fragmenten zich losgemaakt van Gondwana. Voor de West-Europese geologie is daarvan alleen het microcontinent Armorica van belang. Armorica en andere microcontinenten botsten tegen Euramerika, waardoor een uitgestrekt orogeen van oost naar west ontstond, de Hercynische orogenese. Hiertussen lag het Rhenohercynisch Bekken, de Proto-Tethys Oceaan. Dit bekken werd door de botsing samengedrukt. In een circa 500 kilometer brede zone die ongeveer oostwest liep, werden gesteenten geplooid. Door de opheffing ontstond het Hercynische gebergte dat zich uitstrekte van de Appalachen tot de rand van het Dnjepr-Donjetsbekken in Oekraïne. Deze orogenese duurde tot in het Laat-Carboon, zo'n 80 miljoen jaar, en veroorzaakte een bodemdaling in het gebied waar Nederland lag, waardoor het bedekt werd door een zee, waarbij alleen het Londen-Brabantmassief overbleef als eiland. Na het Frasnien trad weer een regressie op, waardoor delen van Nederland weer boven water kwamen.

### Carboon
Er is geen ander tijdvak in de geologische geschiedenis van de Aarde geweest dat zo rijk was aan soorten en hoeveelheden planten als het Carboon, in een gebied dat de hele wereld omspande. De continenten kwamen bij elkaar te liggen in het supercontinent Pangea. Van kust tot kust was het supercontinent met wouden begroeid, met aan de kusten enorme mangroves, doorsneden door riviertjes en drooggevallen eilandjes. Het klimaat in Europa was vergelijkbaar met dat van het huidige Amazoneregenwoud - nat, warm en veel regen.
Enkele plantensoorten waren: Calamites, Cordaïtes, Lepidodendron, Sigillaria, en vele andere.
Het Carboon in Nederland, België, Groot-Brittannië en Duitsland, een gebied dat zich destijds rond de evenaar bevond, wordt gekenmerkt door mangrovevegetatie en rivierdelta's. Door de hoge concentratie CO2 in de atmosfeer was er uitgestrekte plantengroei mogelijk. Op plekken waar niet genoeg circulatie van water was, is eerst veen ontstaan, wat later is omgezet in steenkool. Doordat deze steenkool steeds dieper begraven werd en daardoor verhit, ontstond aardgas. Van de totale afzettingen uit het Carboon is deze veenvorming echter maar 5% geweest. Grote delen van de Carboon-bekkens werden voornamelijk opgevuld door deltaïsche afzettingen.
Gondwana bewoog zich in deze periode over de zuidpool, waardoor zich hier een ijskap ontwikkelde: gedurende een deel van het Carboon waren er ijstijden die zorgden voor zeespiegelschommelingen, vergelijkbaar met de ijstijden uit het Pleistoceen. Nederland lag echter nabij de evenaar (altijd tropisch) en grote klimaatschommelingen waren er daardoor tijdens de Carboon ijstijden niet.

#### Onder-Carboon
Tijdens het Vroeg-Carboon, het Dinantien, steeg de zeespiegel 100 meter waardoor het zuidelijke deel van het Old Red Continent, waar Nederland was gelegen, onder water kwam te staan. Hierbij vormden zich kalksteenlagen: de zogenaamde Kolenkalk. Deze gesteentelagen komen in Nederland niet aan het oppervlak maar ze zijn bekend uit boringen. Sommige van deze kalklagen zijn rijk aan organisch materiaal (kerogeen, bronmateriaal voor aardolie).

#### Boven-Carboon
Aan het begin van het Laat-Carboon, het Silesien, vond een regressie plaats terwijl aan het einde van deze periode weer een transgressie optrad. Nederland werd een kustgebied, in de onmiddellijke nabijheid van de Ardennen, waar gebergtevorming andermaal op gang aan het komen was. De geografische en klimatologische omstandigheden leidden tot plantengroei (kustmoeras) en sedimentatie (rivierdelta). De afzettingen van het Boven-Carboon worden in Nederland ingedeeld bij de Limburg Groep. Ze zijn door het hele land in de ondergrond te vinden maar komen alleen op een enkele locatie in Zuid-Limburg aan het oppervlak. In het Laat-Carboon werden veenpakketten afgewisseld met kleilagen gevormd, die nu als steenkool (totaal ca. 100 m dikte) en schalie (vele honderden meters) bewaard zijn gebleven. De steenkool ontstond via bruinkool uit het oorspronkelijke veen door inklinking en inkoling. Dit proces begon al tijdens de sedimentatie in het Carboon, en zette zich door toen pakketten dieper begraven raakten. De steeds grotere lithostatische druk en steeds hogere temperatuur, veroorzaakt door de toenemende diepteligging en gewicht aan bedekkende gesteenten en sedimenten, leidden tot steeds verdere inkoling met steenkool als eindresultaat. Tot 1974 werd de steenkool uit het Westfalien in Nederland gewonnen in Limburg, waar het lokaal op winbare diepte voorkomt. Het inkolen gaat gepaard met ontgassing, waardoor zich aardgas vormt, dat zich onder gunstige omstandigheden in hogere (jongere) gesteentelagen ophoopt. In Noord-Nederland bevindt steenkool zich op vrijwel onbereikbare diepte - maar is het bijproduct aardgas lokaal wel winbaar.
Aan het einde van het Carboon (Stephanien) zorgde toenmalige platentektoniek ervoor dat meerdere continenten samen een supercontinent vormden: Pangea met daaromheen de Panthalassa-oceaan. Over de middenas van het supercontinent ontstond bij het aaneensluiten een grote gebergtegordel. Deze fase van gebergtevorming was de Hercynische orogenese. De Ardennen zijn daar een van de restanten van. Oudere gesteentelagen (vooral Devoon en Carboon) plooiden, verschoven langs breuken en werden doorbroken door magmapijpen van vulkanen. Door de vulkanische activiteit en doordat het meeste land in één supercontinent geconcentreerd was, veranderde het klimaat drastisch. Doordat veel land zeer ver van zee lag, bereikte vochtige oceaanlucht deze streken niet meer waardoor ze verdroogden. In het gebied van Nederland en België stagneerde de aanvoer van vochtige oceaanlucht vanuit het zuidoosten. De ondiepe zee ten noorden van de Ardennen kwam steeds meer onder de invloed van een continentaler en droger klimaat te liggen. Kustmoerassen (latere steenkoollagen) waren er niet langer.
Ver ten oosten van Nederland begon zich de Tethysoceaan te vormen, die in het Mesozoicum Pangea uiteen zou doen drijven in supercontinenten Laurentia en Gondwana.

### Perm
Tijdens het Perm bestond het supercontinent Pangea waarin bijna alle continenten tegen elkaar aanlagen, hoewel Tibet, Iran en Turkije al bezig waren zich los te maken voordat China en Siberië tegen elkaar botsten. De gebergtevorming zorgde voor een afname van continentale korst, zodat de oceanische korst toenam. Hierdoor werd het bergend vermogen van de oceanen groter, waardoor er een zeespiegeldaling optrad. Aan het eind van deze periode stond de zeespiegel dan ook op de laagste stand ooit, afgezien van de Pleistocene glacialen. In Nederland is het Vroeg-Perm, het Rotliegend, vooral bekend van de Slochteren Formatie, die een belangrijk reservoirgesteente vormt.
Al in het begin van het Perm begon Pangea deels uiteen te vallen. Dit leidde tot riftvorming en extensie. Tijdens het Laat-Perm, in West-Europa Zechstein genoemd, leidde dit tot grootschalige bekkenvorming, waarbij het Perm Bekken ontstond. Hierin vormde zich een groot zoutmeer. Doordat de bodemdaling sneller ging dan de afzetting van sediment, kwam dit gebied onder de zeespiegel te liggen, maar werd niet overspoeld door zee doordat het daarvan was afgesloten door hoge bergketens. Toen echter Groenland en Noorwegen uit elkaar begonnen te drijven, ontstond een verbinding met de Barentszzee. Door de geringe neerslag en de grote verdamping sloeg het zout neer. Deze evaporieten ontstonden in verschillende lagen, waarbij het slecht oplosbare kalk de onderste laag werd, gevolgd door gips - later vaak omgezet in anhydriet - steenzout, sylviet (KCl), carnalliet en kaliumsulfaat. Deze vaak dikke impermeabele pakketten werken als een afsluitend gesteente, waardoor de olie en het gas gevangen worden gehouden in reservoirs. Daarnaast zijn ook veel kalken en dolomieten afgezet.
Het zuiden van Nederland behoorde tot het vasteland van het Londen-Brabantmassief en het Rijns Massief.
De in deze periode gevormde breuken waren soms zo diep dat ze in contact met de mantel stonden, met vulkanisme als gevolg.

## Mesozoïcum
Nederland was voor het grootste deel van het Mesozoïcum door de zee bedekt. Door opheffing en de daaropvolgende erosie is veel van het Mesozoïsche gesteente verdwenen, waardoor er veel hiaten zijn.

### Trias
Aan het begin van het Trias vond de Perm-Trias-massa-extinctie plaats. Geologisch veranderde er aanvankelijk niet veel. Het grootste deel van Nederland lag onder een ondiepe brakke tot zoute binnenzee. Er heersten net als tijdens het Perm woestijnachtige omstandigheden.
In het Vroeg-Trias, ook wel Buntsandstein genoemd, vond de Hardegsen fase plaats, de eerste fase in het Trias veroorzaakt door rektektoniek. Het werd gekenmerkt door opheffingen waarbij het Groningen-Borkum Hoog, het Texel-IJsselmeer Hoog en het Klaverbank Hoog ontstonden, die echter al snel erodeerden. De tussenliggende lagen werden opgevuld met sedimenten die niet erodeerden.
Aan het begin van het Midden-Trias, de Muschelkalk, steeg de zeespiegel. Het Hercynische gebergte was zover geërodeerd dat de binnenzee in verbinding kwam met de Tethysoceaan. In combinatie met een proces van erosie, sedimentatie en tektoniek raakte Nederland aan het einde van het Trias door een ondiepe zee bedekt, afgezien van het Londen-Brabantmassief in het zuidwesten.
In het Laat-Trias vond de Vroeg-Kimmerische fase plaats, de tweede fase van rektektoniek tijdens het Trias. Dit werd veroorzaakt door het opbreken van Pangea. Hierdoor trad zoutvloei op van het Zechstein-zout.

### Jura
Gedurende de Jura begon Pangea uiteen te vallen. Allereerst vormde zich een driearmige rift tussen wat de continenten Afrika, Zuid-Amerika en Noord-Amerika zouden worden. Door vulkanische activiteit ontstond een bekken dat later de Atlantische Oceaan zou worden. Pangea werd eerst in twee paleocontinenten gesplitst, Laurazië en Gondwana.
Tijdens de overgang van Trias naar Jura vond de Trias-Jura-massa-extinctie plaats, mogelijk door hoge CO2-gehaltes door vulkanisme. Geringe circulatie in de ondiepe zee boven Nederland zorgt voor de sterfte van het mariene leven, waardoor er een oliehoudende kleilaag ontstond, de Posidonia Schalie. Tijdens de Laat-Kimmerische fase ontstonden in de zandige afzettingen op de Posidonia Formatie door tektonische bewegingen oil traps.
Door opheffing tijdens het Midden-Jura werd het noordelijke deel van het Noordzeegebied een hoog, dat echter in het Boven-Jura door bodemdaling weer onder water kwam te staan.
In Nederland komt het Lias slechts bij Winterswijk in enkele beekbeddingen aan de oppervlakte. In Zuid-België komen Lias en Dogger aan de oppervlakte aan de oostrand van het Bekken van Parijs.

### Krijt
Tijdens het Krijt heerste een warm klimaat en ging het opbreken van het supercontinent Pangea door dat in het Trias en Jura was begonnen. Aan het begin van het Krijt lagen de continenten nog redelijk dicht bij elkaar, maar gedurende het Krijt kwamen de continenten steeds verder uit elkaar te liggen. Tussen Europa en Afrika en Noord- en Zuid-Amerika opende de Atlantische Oceaan, tussen Afrika en Europa de Tethys Oceaan. Het oude Gondwana brak op in de continenten India, Afrika, Antarctica en Zuid-Amerika.
Er waren drie tektonische fasen in het Krijt; de Laat-Kimmerische fase, de Austrische fase en de Subhercynische fase. Tijdens deze laatste fase veranderde het extensieve regime in een compressief regime, waardoor dalend gesteente langs dezelfde breuk ging stijgen om zo eilanden te vormen, die vervolgens in zo'n 10 miljoen jaar weer erodeerden en verdwenen. Dit proces kwam in het Campanien tot een einde, waarna Nederland weer onder zee kwam te liggen.
Door de grote hoeveelheden nieuwe - isostatisch lichte - oceanische korst die ontstond bij het uit elkaar riften van de continenten lag de zeespiegel relatief hoog gedurende het Krijt. De continentale marges stonden daardoor onder water, zodat er relatief veel ondiepe zeeën bestonden. Een voorbeeld is de Krijtzee die Noordwest-Europa omvatte.
De Krijtzee bestond aan het einde van het Krijt, ongeveer van 75 tot 65 Ma. In de ondiepe zeeën werd vooral kalk en zand afgezet. Deze laag kalk komt op veel plaatsen in Europa voor, de kliffen van Dover bestaan er bijvoorbeeld uit of de mergel van Limburg.
De sedimenten staan bekend om de grote hoeveelheden fossielen die erin worden gevonden. In Limburg worden bijvoorbeeld belemnieten, ammonieten, crinoïden, zee-egels, zeeschildpadden en vele soorten schelpen gevonden. Ook is een aantal keer een mosasaurus in de Krijtzee-sedimenten gevonden. In Engeland worden plesiosauriërs en pterosauriërs gevonden in het Krijt.
In Limburg kan het totale afgezette pakket zo'n 140 m dik zijn, het ligt hier boven op veel oudere gesteenten uit het Carboon. Op de meeste plekken zijn de Krijtzee-sedimenten nog niet tot gesteente geconsolideerd. Het pakket wordt van onder naar boven onderverdeeld in:
- Akens zand
- Vaalser groenzand
- Gulpense kalk
- Maastrichtse kalk

Deze opeenvolging laat een duidelijke verdieping van de zee zien. In het Paleoceen, het tijdperk dat op het Krijt volgt, zou de zeespiegel echter weer zakken waardoor weer land ontstond.
De zandsteenafzettingen van het Onder-Krijt zijn de Rijnland Groep, de belangrijkste reservoirgesteenten van Nederland. Tijdens de daaropvolgende transgressie werd het krijtgesteente van de Krijtkalk Groep gevormd, dat ontgonnen wordt in de ENCI-groeve bij de Sint-Pietersberg.

## Cenozoïcum

### Tertiair
Het begin van het Tertiair wordt gedefinieerd door de Krijt-Paleogeen-massa-extinctie, waarbij de dinosauriërs en ammonieten net als veel andere soorten uitstierven. Bij de gewervelde dieren werden tijdens het Tertiair de zoogdieren de dominante groep en ontwikkelden zich op alle continenten. Ook de vogels maakten een bloeiperiode door.
Tijdens de Laramische fase in het begin van het Tertiair kwam Groenland los van Eurazië.

### Temperatuurverloop van de laatste 65 Ma

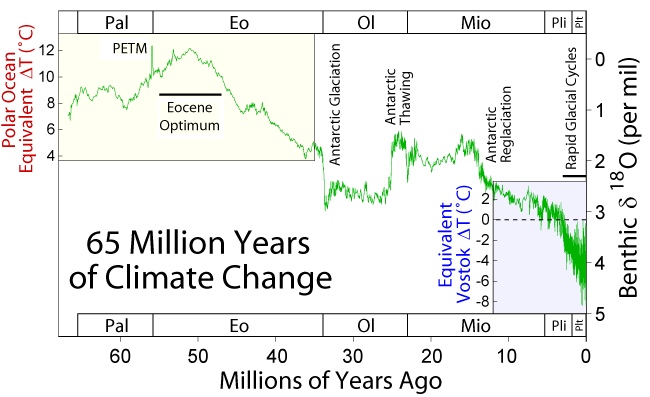
Temperatuurverloop van de laatste 65 Ma. Gebaseerd op zuurstof isotopen metingen aan benthische foraminiferen

#### Paleoceen
Afgezien van Zuid-Limburg lag Nederland tijdens het Paleoceen in zee. In het begin van deze periode werden nog de kalkrijke gesteenten van de Formatie van Maastricht afgezet. In het Laat-Paleoceen was er veel tektonische activiteit tijdens de Laramische fase waarbij door opheffing het Midden-Nederland Hoog en het Noordzeebekken ontstonden. In deze periode werd de Formatie van Landen afgezet, waarvan de laagpakketten afgezet werden in ondiep tot diep water tot enkele honderden meters.

#### Eoceen
Tijdens het Eoceen raakte Australië los van Antarctica, waardoor dit continent thermisch geïsoleerd raakte, zodat zich hier een ijskap kon vormen. De oceaanstromingen raakten verzadigd met het koude zeewater van de Zuidpool en beïnvloedden op hun beurt het klimaat. Wereldwijd daalde de temperatuur. Deze klimaatverandering werd vormgegeven door een globale La Niña die leidde tot een extinctie van 20% van de plant- en diersoorten. Dit was de grootste extinctie sinds de K-T overgang, tijdens welke 70% van het leven uitstierf. Door de klimaatveranderingen werden de regenwouden kleiner, waardoor de zoogdieren ook op de pampa's moesten gaan leven.
In het Eoceen daalde het Noordzeebekken verder door het rekregime als gevolg van het verder openen van de Atlantische Oceaan. In het Midden-Eoceen daalde de zeespiegel. In deze periode werd de Formatie van Dongen gevormd. In het Laat-Eoceen vonden zowel trans- als regressies plaats. Hierbij werden de Formatie van Tongeren en de Formatie van Rupel gevormd.

#### Oligoceen
Tijdens het Oligoceen herstelden flora en fauna zich van de massa-extinctie aan het einde van het Eoceen. Het klimaat begon te lijken op dat van nu. De zoogdiergroep van de Creodonta had al zware klappen gekregen tijdens de extinctie en kreeg nu de groeiende concurrentie van de Carnivora te verduren. In het Oligoceen ontwikkelden de paarden zich verder en ontstonden de haasachtigen. De neushoorns ontwikkelden enkele zeer grote soorten. De allereerste hominiden ontstonden in Afrika.
Aanvankelijk was er sprake van een regressie, waardoor het zuiden van Nederland boven water kwam, het Hoog van Artois, maar tijdens het Rupelien zorgde het sneller wegdrijven van Amerika voor een rekregime waardoor het Noordzeebekken daalde, waarin de afzetting van de Formatie van Rupel doorging. Het Hoog van Artois verbrak de verbinding met het Bekken van Parijs. De Boven-Rijnslenk kwam in verbinding met de Leinedalslenk en daarmee met de zee in het Noordzeebekken. De Roerdalslenk ontstond dwars door het Rijns Massief. Rond dit gebied ontstonden vulkanen. Doordat de temperatuur aan het einde van het Oligoceen daalde en de ijskappen van Antarctica zich daardoor uitbreidden, daalde de zeespiegel met zo'n 60 meter, waardoor het afzettingsmilieu veranderde en erosie optrad. In West-Nederland werd in deze periode de Formatie van Veldhoven afgezet.

#### Mioceen
Tijdens het Mioceen ontwikkelden zich de baleinwalvissen en de eerste sabeltandkatten verschenen die relatief succesvolle Roofdieren werden. De haaien kenden een succesvolle periode. De Creodonta stierven in deze periode uit. De hominiden ontwikkelden zich verder en begonnen rechtop te lopen. In het Mioceen en de daarop volgende perioden breidden de grassen zich explosief uit.
Tijdens het Mioceen steeg de temperatuur weer. De afzetting van de Formatie van Veldhoven zette in het Aquitanien aanvankelijk nog door. Door de temperatuurstijging steeg ook de zeespiegel weer, hoewel er later toch weer regressie plaatsvond. Hierdoor ontstond een kustgebied waarin vanaf het Burdigalien de Formatie van Breda werd afgezet, in Zeeland is deze aanwezig in de vorm van glauconietzanden, in het zuidoosten van Nederland is deze continentaal ontwikkeld met afzettingen van bruinkool en zilverzand. De continentale afzettingen heten ook wel de Ville Formatie.
De Baltische Rivier, ook wel Eridanos genoemd, was een reusachtige rivier die 40 miljoen jaar geleden ontstond. Het stroomgebied lag gedeeltelijk waar nu de Oostzee ligt. Twaalf miljoen jaar geleden bereikte de rivier de huidige Noordzee en bouwde daar met haar sedimenten een reusachtige delta. Rond deze tijd ontstond ook een voorloper van de Rijn.

#### Plioceen
In het Plioceen leek de natuur al veel op die van tegenwoordig; zo waren er al veel gewervelde dieren die nu nog steeds bestaan - neushoorns, stekelvarkens, leeuwen, luipaarden, otters, gieren en zebra's. Echter, er waren ook nog andere hominiden, sabeltandkatten, looproofvogels en mastodonten.

In het Plioceen ging de opheffing van het Rijns Massief door, waarbij in het kustgebied, dat bij het huidige Zeeuws-Vlaanderen en West-Brabant lag, de Formatie van Oosterhout werd afgezet. De Rijn en de Maas groeiden door de opheffing van het Leisteenplateau. Aan het einde van deze periode groeide de Rijn door de Aare van de Saône over te nemen. De Rijndelta zorgde voor afzettingen die tot de Kiezeloöliet Formatie behoren. De afzettingen van de Eridanos uit deze periode worden tot de Formatie van Peize gerekend.

### Temperatuurverloop van Plioceen tot heden

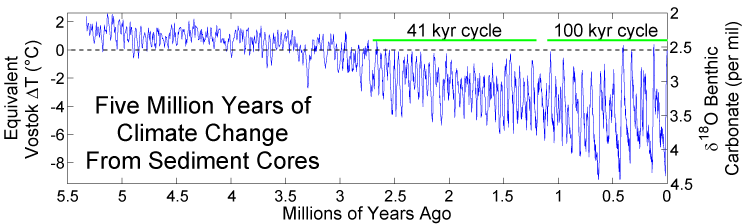
Temperatuurverloop van de laatste 5 Ma, door Lisiecki en Raymo samengesteld aan de hand van 57 diepzeesedimentboringen

De gemiddelde globale temperatuurdaling die tijdens het Mioceen begonnen was, zette zich in het Plioceen voort. Aanvankelijk ging de daling van de gemiddelde temperatuur langzaam maar al tijdens het Plioceen waren er korte koele perioden. Ongeveer 2,5 Ma geleden, tijdens het Pretiglien vonden drie kort na elkaar optredende zeer koude perioden plaats waarin op het Noordelijk halfrond zich landijskappen vormden. Het begin van de eerste koude periode markeert zowel het begin van het Kwartair als van het Pleistoceen, het IJstijdvak. De trend in de temperatuurdaling is een gemiddelde dat ligt tussen de temperatuurminima en -maxima zoals die veroorzaakt worden door de Milanković-parameters. Zowel periodiciteit als amplitude van deze klimaatschommelingen zijn gedurende deze tijdspanne aan verandering onderhevig. De periodiciteit is aanvankelijk ongeveer 41 Ka en de amplitude is relatief beperkt. Vanaf ongeveer 1 Ma geleden wordt de amplitude groter en is er iedere 100 Ka een echt grote ijstijd. Ook in de laatste 1 Ma is er sprake van 41 Ka cycliciteit (blijkt bijvoorbeeld uit Fourier analyse op de tijdserie uit de diepzeeboring). De overgangsperiode van vooral 41-Ka- naar 41-Ka plus 100-Ka-cycliciteit met de grotere amplitude was de middenpleistocene overgangsperiode, ook wel middenpleistocene revolutie (MPR) en duurde van ongeveer 1 Ma tot 650 Ka. De temperatuurextremen namen toe met iets hogere temperaturen tijdens warme perioden (althans op de Zuidpool blijkens de EPICA ijskern) maar vooral lagere temperaturen tijdens de koudere (blijkens alle diepzeekernen van voldoende diepte). Hoewel in het Pleistoceen vóór de MPR ook al periodiek landijskappen op het noordelijk halfrond hebben bestaan, vinden er vanaf de MPR tijdens bijna elk 41-Ka temperatuurminimum uitbreidingen van het landijs op het noordelijk halfrond plaats, de grootste ijsuitbreidingen tijdens de 100-Ka minima. Tijdens enkele van deze ijstijden of glacialen heeft de Scandinavische ijskap Nederland bereikt.

### Kwartair
Het Kwartair markeert een aantal voor de huidige wereld belangrijke ontwikkelingen: de opkomst van het geslacht Homo (mens) en het optreden van herhaaldelijk afwisselende ijstijden (glacialen) en interglacialen (warme tijden tussen ijstijden). De glacialen en interglacialen waren wereldwijde klimaatschommelingen. De term glaciaal / interglaciaal slaat op de klimaatcondities ten opzichte van de huidige situatie op een gegeven locatie, niet op het daadwerkelijk bedekt zijn met ijs. De temperatuursschommelingen tussen glacialen en interglacialen waren in de tropen minder groot dan op hogere breedten zoals in Nederland. Gedurende twee van die ijstijden, het Elsterien en Saalien, werd het noorden van Nederland bedekt met ijs. Het zuiden is nooit bedekt geweest met ijs, maar kende wel regelmatig een tijd lang een poolklimaat (toendra en poolwoestijn).
Het Nederlandse oppervlak is voor het overgrote deel gevormd in het Kwartair, en dan met name in het laatste deel (tijdvakken Saalien, Eemien, Weichselien en Holoceen). Alleen in het uiterste zuiden (Limburg) en langs de grensstreken met Duitsland en België dagzomen oudere afzettingen, welke de rand van het Noordzee bekken markeren. In die streken vond erosie plaats in het Kwartair (terrassenlandschap, diep ingesneden rivierdalen), in de rest van Nederland overheerste netto sedimentatie, wat niet wegneemt dat rivieren en landijs overal in Nederland ook regelmatig zorgden voor erosie en omwerking. De opbouw van het Kwartaire pakket dat het jongste (bovenste) deel van de ondergrond van Nederland vormt, is vrij complex, omdat grote rivieren zich meermaals verlegden, omdat sommige delen harder daalden dan andere delen (horsten en slenken), omdat de zeespiegel met de glacialen-interglaciale cycli mee oscilleerde en omdat er af en toe landijs over en door de pakketten heen schoof.

#### Pleistoceen
Het Pleistoceen kenmerkt zich door de afwisseling van perioden met een gematigd warm klimaat zoals de huidige tijd, en perioden met een overwegend veel kouder klimaat (voornoemde glacialen en interglacialen). Tijdens het Eoceen en het Oligoceen had zich op Antarctica reeds een ijskap gevormd. Verder raakte tijdens het Plioceen Noord-Amerika verbonden met Zuid-Amerika (landengte van Panama) waardoor warme equatoriale stromen afgesneden raakten. Dit had als gevolg dat de Atlantische Oceaan afkoelde. Doordat Noord-Amerika en Eurazië op relatief hoge breedten rondom de noordelijk poolzee lagen, konden zich in het Pleistoceen ook op continenten op het Noordelijk halfrond ijskappen opbouwen. Tegenwoordig is de Groenlandse ijskap daar een voorbeeld van, maar tijdens de IJstijden waren gebieden als Canada, Alaska, Scandinavië, Finland, Baltische staten, Schotland, Ierland, Wales, IJsland alsmede aangrenzende zeeën door ijskappen bedekt - ver buiten de huidige poolgebieden.
Omdat er enorme hoeveelheden water in de landijskappen werden vastgelegd, daalde tijdens ieder glaciaal de zeespiegel wereldwijd met vele tientallen meters, oplopend tot zo'n 160 meter tijdens de grootste ijsuitbreidingen (bijvoorbeeld de Elsterien en Saalien ijstijden). Door deze enorme daling werden de ondiepe randzeeën overal smaller en kwamen eilanden in verbinding met elkaar en het vasteland. Zeeën als de Hudsonbaai, Oostzee en Ierse Zee danken hun huidige vorm aan het meermaals door dikke ijskappen bedekt zijn geweest. Ook het ontstaan van het Nauw van Calais wordt aan de herhaaldelijke vorming van grote ijskappen op Scandinavië en smeltwater daarvan toegeschreven.
De relatief snelle afwisseling van warme en koude perioden veroorzaakte zeer grote veranderingen in flora en fauna wat zich vooral uitte in het uitsterven van veel planten- en diersoorten. Een ander effect was een snellere evolutie, vooral bij bepaalde groepen zoogdieren, zoals de opkomst en ontwikkeling van het geslacht Homo, de mensachtigen.
De afwisseling van glacialen en interglacialen wordt veroorzaakt door cyclisch veranderingen in de omwentelingsbaan en rotatie-as van de aarde. De relatie tussen astronomische parameters zoals de precessie, obliquiteit en excentriciteit en het klimaat op aarde is genoemd naar haar ontdekker: Milankovic-cycliciteit.

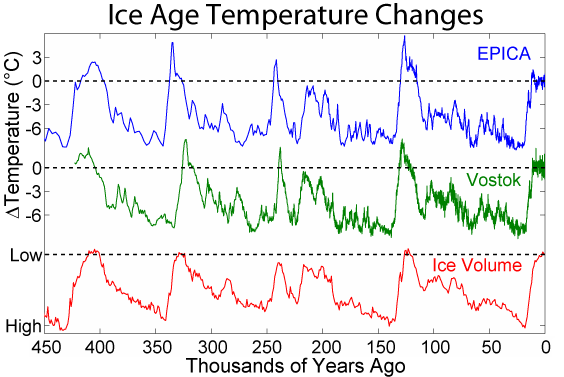
Temperatuurverschil van de laatste 0,45 Ma, afgeleid uit metingen aan ruim 3 km diepe ijskernen van het Vostokstation en het EPICA station

Binnen het Pleistoceen vallen ~50 glaciale perioden en evenzovele interglacialen. In veel van deze perioden was sprake van een grote uitbreiding van gletsjers in berggebieden en op hogere breedtegraad gelegen lagere gebieden. In ~10 glacialen daalde de temperatuur zo langdurig en zo sterk dat op het Noordelijk halfrond accumulerend ijs zich ver buiten de poolgebieden op het land uitstrekte, soms gedurende tienduizenden jaren. Deze ijskappen waren bij de randen honderden meters dik en in het midden tot enkele kilometers dik. Deze ijskappen breidden zich over grote delen van Noord-Amerika en Eurazië uit, maar niet in iedere ijstijd op precies dezelfde plek. Ook de periode waarin het landijs zich handhaafde varieerde per glaciaal. Bovendien fluctueerde de grootte van de ijskap binnen een glaciaal soms aanzienlijk. In welke ijstijd de grootste lokale ijsuitbreiding viel, wisselt. In Nederland is het de ijstijd aan het eind van het Saalien (rond 150,000 jaar geleden), in Engeland en in Oost-Duitsland/Polen is het een eerdere ijstijd (Elsterien, 450.000 jaar geleden of 380.000 jaar geleden—niet exact bekend), in west Rusland is het een nog iets oudere (vermoedelijk 680.000 jaar geleden). De maximale uitbreiding van het landijs was meestal kort voor het eind van ieder glaciaal, en volgt maxima in Milankovic' 40-ka obliqiteit-cyclus. IJskapvorming lijkt iets langzamer te gaan dan ijskapafsmelting, alhoewel individuele lobben van de ijskap razendsnel kan gaan. De afloop van elk glaciaal wordt gekenmerkt door een zeer snelle stijging van de temperatuur waardoor het landijs snel afsmelt en de zeespiegel navenant snel stijgt.

##### Pre-Saalien
Aan het begin van het Pleistoceen, het Pretiglien, lag Nederland grotendeels onder water. De zeespiegel fluctueerde in het Pretiglien drie maal met minimaal 50 meter. In het Tiglien is het aanvankelijk warmer dan in de voorgaande periode, aan het einde heerste extreme koude.
In Zuid- en West-Nederland zetten de Rijn, Maas en rivieren uit België (tegenwoordige afwaterend via de Schelde) sediment af. De stroomgebieden van deze rivieren veranderden in de loop van het Pleistoceen van grootte. De Maas breidde aanvankelijk haar stroomgebied uit tot in de Vogezen, maar verloor dit gebied later aan het Rijn stroomgebied, dat wil zeggen aan zijrivier de Moezel. Belgische rivieren gingen in de loop van het Pleistoceen naar het westen in plaats van naar de Nederlandse ondergrond afwateren. In het Holsteinien werd ver stroomopwaarts in Zuid-Duitsland de Voor-Rijn door de Rijn gekaapt van de Donau. In Oost- en Noord-Nederland zette de zogenaamde Eridanosrivier sediment af. Dit was aanvankelijk een zeer grote rivier waarvan het stroomgebied tot in de Baltische staten reikte. Door herhaaldelijke glaciaties van dat deel van Oost-Europa, verloor de Eridanos gaande het pleistoceen steeds meer van haar stroomgebied aan de Oostzee en aan grote Russische rivieren als Dnjepr en Wolga.
Over opeenvolgende glacialen en interglacialen werd, vooral door het Eridanos systeem, veel sediment in Nederland afgezet, dat tot de Formatie van Peize gerekend wordt. Dit zorgde ervoor dat de Noordzee kustlijn geleidelijk naar het noordwesten verschoof (een regressie). Ten tijde van het Eburonien lag zij ver ten noordwesten van de huidige, offshore in de Noordzee. De situatie veranderde enigszins toen steeds verder uitbreidende ijskappen het grote Eridanos riviersysteem aanzienlijk verkleinden. Hierdoor konden tijdens het Cromerien drastische veranderingen in de patronen van riviersedimentatie optreden. Hierdoor kregen andere rivieren, zoals de Rijn en Maas nu meer ruimte om te sedimenteren in respectievelijk Oost- en Noord-Nederland en Zuid-Nederland. Hierbij werden terrassen gevormd in het Zuid-Limburgse en aangrenzend Duitsland: gebieden die aan tektonische opheffing onderhevig zijn. In de rest van Nederland, dat tektonisch daalt, vond juist stapeling van rivierafzettingen plaats.
Het Elsterien is de eerste glaciale periode waarin het noorden van Nederland met landijs bedekt werd (zo'n 450.000 a 350.000 jaar geleden). Zowel op land als in het overgrote deel van de Noordzee is een scala aan geologische verschijnselen en afzettingen waargenomen, die alleen door de aanwezigheid van landijs verklaard kunnen worden. De meest opvallende glaciale verschijnselen uit het Elsterien zijn diepe, veelal langgerekte diepe erosiegeulen ofwel tunneldalen. Deze zijn grotendeels opgevuld met de zogenaamde potklei (Formatie van Peelo). Na het Elsterien brak een warme periode aan (Holsteinien) en bereikte de zeespiegel een met de huidige situatie vergelijkbare stand. Bij aanvang van het Saalien begon deze weer te dalen. Van kustnabije afzettingen uit interglacialen van voor het Saalien is betrekkelijk weinig overgebleven. Erosie door verbredende vlechtende rivieren tijdens glacialen, maakt dat interglaciale afzettingen langs bekkenranden zoals in Nederland niet goed gepreserveerd zijn.

##### Saalien
Tijdens het Saalien waren er drie koude en drie warme perioden. De Rijn stroomde door Midden-, Oost- en Noord-Nederland, waarbij het jongste deel van de Formatie van Urk werd afgezet. Tijdens de koudere periodes werd dekzand afgezet, dat tot de Formatie van Boxtel gerekend wordt.
Aan het eind van het Saalien vond de koudste periode plaats waarbij het noordelijke deel van Nederland bedekt werd met gletsjers die hun oorsprong hadden in Scandinavië. Ook het Noordzeebekken raakte vanuit Schotland en vanuit Noorwegen gedeeltelijk met ijs bedekt. Ten zuiden van de ijskap verzamelde zich veel smeltwater dat via het Nauw van Calais naar het zuiden afwaterde, en er voor zoveel erosie zorgde, dat in het opvolgende Eemien er voor het eerst zee lag tussen Engeland en Nederland-België-Frankrijk, in plaats van een relatief smalle landtong.
De Rijn en Maas, die eerst vooral naar het noorden stroomden, werd gedwongen langs de ijsrand naar het westen af te stromen. De Rijn kwam in West-Nederland uit in het Noordzee smeltwatermeer. De huidige ligging van de Betuwe en het IJsseldal is aan de ijsbedekking en afsmelten van het ijs toe te schrijven.
In Nederland zijn veel landschapsvormen en afzettingen terug te vinden die gevormd zijn door tongen van de Fennoscandinavische ijskap.
- In Drenthe bestaan de afzettingen vooral uit keileem (Formatie van Drente) met zwerfstenen die deels over oudere topografie gedrapeerd liggen (bijvoorbeeld over de Hondsrug) en deels in diepe uitgeschuurde tongbekkens (bijvoorbeeld IJsseldal en Gelderse Vallei).
- In Midden-Nederland vormden zich aan weerszijden van zulke tongbekkens stuwwallen (door ijs opgebulldozerde pre-glaciale afzettingen, bijvoorbeeld de Veluwe) en spoelzandwaaiers (zogenaamde sandrs) opgebouwd uit met smeltwater meegevoerd materiaal (zogenaamde fluvioglaciale afzettingen - Formatie van Drente).
- In de Gelderse Vallei stuwde het ijs zij- en voorwaarts sedimenten op, waarbij de stuwwallen van de Utrechtse Heuvelrug en de westflank de stuwwal van Wageningen ontstonden. Toen het ijs zich terugtrok, bleef een diep met smeltwater gevuld meer achter dat rap vol sedimenteerde. Op dezelfde manier werden ook de Veluwe en de Sallandse Heuvelrug en de Lochemse Berg langs het IJsseldal gevormd, en raakte ook het IJsseldal tijdens en direct na het afsmelten van het ijs grotendeels opgevuld. Voordat de stuwwallen vormden, lagen er vermoedelijk dalen gevormd door Rijn en Maas in de richting van de latere tongbekkens. Ook in aangrenzende delen van Duitsland (Rehburger lijn, van Twente tot aan Osnabrück) liggen forse stuwwallen. Na het Saalien werden enkele stuwwallen sterk geërodeerd door de Rijn. Mooie voorbeelden zijn het Rijk van Nijmegen, het Montferland en de stuwwallen bij het Duitse Kleve.
- In Noord-Nederland komen lokaal wat kleinere stuwwallen voor. Daar is vooral het keileem zelf opgestuwd, bijvoorbeeld Texel, Wieringen, Gaasterland, Urk, Vollenhove. Ook de heuvels bij Onstwedde en Sellingen in Oost-Groningen zijn resten van stuwwallen uit het Saalien.

##### Eemien
Het Eemien was een interglaciaal. De gemiddelde globale temperatuur lag in het Eemien een paar graden boven de huidige temperatuur. Hierdoor herstelde de vegetatie zich en was er minder erosie. Ook de zeespiegel steeg, waardoor een deel van Nederland voor het eerst sinds het Vroeg-Pleistoceen onder water kwam te staan. In dit kustgebied kon het veen van de Formatie van Woudenberg en de Formatie van Boxtel zich ontwikkelen. De laatste werd in vrijwel geheel Nederland afgezet en dagzoomt nog steeds in grote delen van Oost- en Zuid-Nederland. Andere afzettingen uit deze periode zijn de mariene afzettingen van de Eem Formatie en rivierafzettingen van Rijn en Maas (delen van de Formatie van Kreftenheye). De Rijn liep noordelijk via het IJsseldal, de Maas volgde min of meer de huidige loop.

##### Weichselien
Het Weichselien was de laatste duidelijk koudere periode van het Kwartair. Tijdens het Weichselien waren België en Nederland niet door landijs bedekt. De zuidelijkste punt van het Scandinavische landijs lag ter hoogte van Sleeswijk-Holstein. Over Ierland, en Groot-Brittannië lag ook een ijskap, die veel van de Atlantische neerslag afving. In Nederland en België heersten periglaciale condities, er was een continentaal toendraklimaat. In de koudste delen van deze periode leek Nederland zelfs op een poolwoestijn, met zeer weinig vegetatie. De zeespiegel stond ongeveer 110 meter lager, hierdoor lag de bodem van de Noordzee goeddeels droog.
Onder deze omstandigheden kreeg de wind makkelijk vat op losliggend zand. In grote delen van Europa ten zuiden van de ijskap zijn daarom eolische afzettingen gevormd: dekzand en löss. Löss is fijner dan dekzand en komt met name in België en Zuid-Limburg voor. In het Weichselien stroomden de Rijn en de Maas door Nederland en over de huidige noordzeebodem. Deze grote rivieren vormden brede vlaktes van vlechtende rivieren, hun afzettingen worden tot de Formatie van Kreftenheye gerekend.
Binnen het Weichsel-glaciaal waren er ook koudere en warmere periodes (stadialen en interstadialen). De laatste stadialen perioden vielen tussen 22.000-18.000 jaar geleden en 12.000-11.000 jaar geleden en staan bekend als het Laat Pleniglaciaal en het Jonge Dryas. Tijdens interstadialen verschoven de vegetatiezones noordwaarts. Deze perioden duurden meestal niet langer dan een paar honderd jaar, waarna de kou weer terugkwam, en de vegetatie afstierf. Ook de neerslagregimes en daarmee de afvoer van rivieren vertoonde fluctuaties met de stadialen en interstadialen, waardoor de rivieren breder en weer smaller werden en soms meer van het vlechtende type en soms meer van het meanderende type waren. Vooral van de laatste twee koudere perioden zijn veel landschapsvormen en afzettingen in het hedendaagse landschap te herkennen. Zo zijn de meeste dekzandruggen die in Nederland aan het oppervlak liggen gevormd tijdens het Jonge Dryas.

#### Holoceen

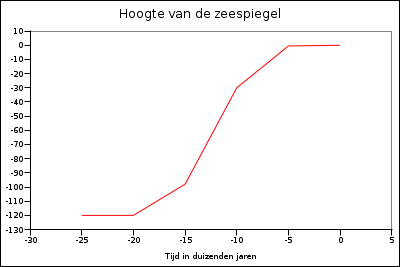
Zeespiegelstijging gedurende de laatste 25.000 jaar. Afgebeeld is de zeespiegelstijging wereldwijd: rond 6000 jaar geleden werd de huidige stand bereikt. In Nederland is de laatste 9000 jaar van zeespiegelstijging geregistreerd, en is er door bodemdaling permanent sprake van relatieve stijging

Aan het einde van de laatste glaciaal, het Weichselien, steeg de temperatuur, waardoor de ijskappen begonnen te smelten en er een glacio-eustatische zeespiegelstijging optrad van zo'n 120 meter, vooral veroorzaakt door het afsmelten van de landijskap in Noord-Amerika, die ruim drie keer de omvang had van de Europese, alsmede van ijskappen op Groenland en Antarctica. Deze zeespiegelstijging zorgde voor een sterke transgressie die nog versneld werd door glacio-isostatische bodemdaling. Door het gewicht van de ijskap werd de lithosfeer van Scandinavië naar beneden gedrukt en deze kwam met het smelten van het ijs weer omhoog. Doordat het scharnierpunt in Denemarken lag, zorgde dit in België en Nederland voor postglaciale bodemdaling. Deze bodemdaling was het grootst in Noord-Nederland en het noordelijk deel van het Nederlandse continentaal plat. Het Zuidwest-Nederlandse en Belgische kustgebied daalde het minst. Voornoemde daling van de bodem in de Noordzee werd nog versterkt door het gewicht van het stijgende zeewater (hydro-isostatische bodemdaling).
Afgezien van wat schommelingen was het klimaat zoals tegenwoordig. De zeespiegel stond in het begin van het Holoceen, zo'n 11.500 jaar geleden, nog zo laag dat een groot deel van het Noordzeebekken droog lag, waarbij de kustlijn noordelijk lag van de huidige Doggersbank en Engeland nog verbonden was met het vasteland. Hoewel de temperatuur in het Holoceen nauwelijks steeg, zette de zeespiegelstijging toch door.

##### Preboreaal en Boreaal
Tijdens het Preboreaal, het begin van het Holoceen, stond de zeespiegel op circa 50 meter onder NAP. Vrijwel geheel Nederland was bedekt met Pleistocene afzettingen. De hoge delen werden gevormd door stuwwallen uit het Saalien. Daarnaast waren er rivierafzettingen van de Formatie van Kreftenheye in het gebied van de Rijn en de Maas en dekzanden en löss van de Formatie van Boxtel. De rivieren veranderden door toegenomen vegetatie, een gelijkmatiger debiet en minder en kleiner sediment van vlechtend naar diepinsnijdend meanderend. De belangrijkste dalen waren het Scheldedal, het Rijn-Maasdal, het dal van de Overijsselse Vecht, het Boornedal en het Hunzedal. Bij de laatste twee ontstond al vroeg een zeegat. De veenvorming beperkte zich nog tot beekdalen in het Laagpakket van Singraven.

##### Atlanticum
In het Vroeg-Atlanticum, zo'n 9000 jaar geleden, stond de zeespiegel op circa 20 meter onder NAP, waardoor de kustlijn in de buurt kwam van de huidige kustlijn. De zee kon al ver in de diepingesneden rivierdalen dringen, in het westen van Nederland aan het einde van het Atlanticum tot aan Schokland. De stuwwallen van het Texel-IJsselmeer Hoog en het Groningen Hoog staken uit als landtongen. Erosie zorgde ervoor dat sediment van deze landtongen en die van Vlaanderen lager gelegen gebieden opvulde. In deze periode vormden zich aan de Hollandse kust - die zich kenmerkte door de vele zeegaten - strandwallen, waarachter een waddengebied ontstond, verder landinwaarts overgaand in kwelders. Door de zeespiegelstijging trad een grondwaterstijging op, waardoor verder landinwaarts veen werd gevormd, de Basisveen Laag.
De stijging van de zeespiegel zorgde er ook voor dat de rivieren veranderden van meanderend naar anastomoserend. Het zorgde ook voor een afname van het verhang, waardoor rivieren buiten hun oevers traden en avulsies begonnen voor te komen. De Rijn kwam noordelijker te liggen via de Oude Rijn. Op de hoger gelegen Pleistocene zandgronden begon zich hoogveen te vormen. Aan het einde van het Atlanticum nam de relatieve zeespiegelstijging verder af, waardoor de opslibbing sneller ging dan de stijging en langzaam een verlanding van de getijbekkens optrad.
Hoewel er uit het Midden-paleolithicum al sporen van bewoning zijn gevonden in Nederland, bleef de invloed van de mens op het landschap beperkt. Dit veranderde met de introductie van de landbouw in het Vroeg-Mesolithicum. Voor de veeteelt werd bos gekapt, waardoor heidevelden ontstonden. Door begrazing verdween vrijwel al het bos op de hogere zandgronden.

##### Subboreaal
Tijdens het Subboreaal zorgde de ondiepe Noordzeebodem ervoor dat zand in toenemende mate naar de kust werd getransporteerd. Dit zorgde met de aanvoer van het Pleistocene zand bij Texel en in mindere mate de aanvoer van de rivieren dat de strandwallen zich konden uitbreiden. De westkust sloot zich steeds meer, met als gevolg dat de achterliggende lagune verzoette, wat grootschalige veenvorming in de hand werkte. Aan het einde van deze periode sloot zich ook het Zeegat van Bergen en waren de enige openingen de riviermondingen van de Schelde (via de Oosterschelde), de Maas (bij Rotterdam), de Rijn (bij Leiden) en het Oer-IJ (bij Castricum).
Noordelijker was het Pleistocene zand bij Texel aan het einde van het Subboreaal vrijwel verdwenen, afgezien van een klein deel bij Texel en Wieringen. Het was vervangen door een veengebied. De noordelijke kust sloot zich niet, waarschijnlijk doordat de strandwal bij Texel de zandtoevoer blokkeerde, de bodemdaling sterker was dan die in Midden- en Zuidwest-Nederland en er minder sediment werd aangevoerd dan in het Rijn-Maas-gebied.
In het IJsselmeergebied bleef een zoetwatermeer bestaan doordat de toevoer van sediment niet voldoende was. Op een aantal plaatsen trad wel veenvorming op, maar dit kon niet gebeuren op plaatsen waar het meer te diep was. Dit meer waterde af via het Oer-IJ bij Castricum.
Aan het einde van deze periode werden de rivieren weer meanderend of recht.

Paleogeografie tijdens het Subboreaal
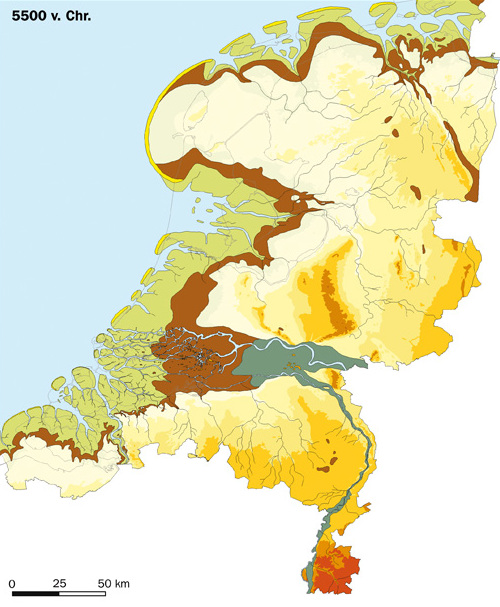
Nederland rond 5500 v.Chr.
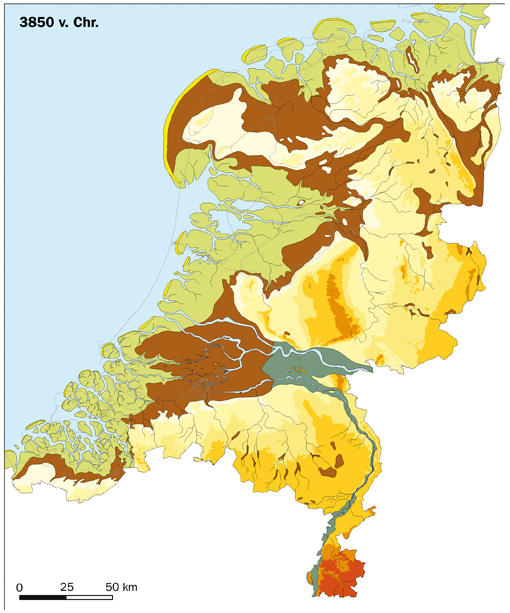
Nederland rond 3850 v.Chr.
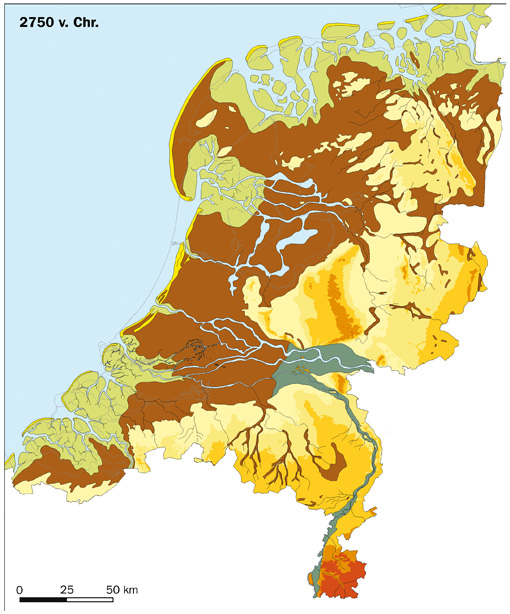
Nederland rond 2750 v.Chr.

##### Subatlanticum
In het Subatlanticum begon de afbraak van de kust. Het vrijwel niet verder stijgen van de zeespiegel in combinatie met een hogere stormfrequentie is hiervan een van de mogelijke oorzaken. De mondingen van de Schelde, de Maas en de Rijn werden weer breder, waardoor de zee verder kon indringen. Het hoogveen raakte hierdoor ontwaterd, waardoor inklinking optrad. Het duidelijkst was dit in Zeeland, waar de venen ook voor de landbouw ontwaterd werden. De veenvorming kwam hier door overspoeling van de zee vlak voor het begin van de jaartelling tot een einde, waarna sterke erosie optrad. Selnering was hier een andere belangrijke reden van de afbraak van het veengebied. De kustbarrière was in de Late Middeleeuwen vrijwel geheel verdwenen. Bodemdaling treedt ook op door aardgas- en grondwaterwinning en lokaal door zout- en steenkoolwinning. Dankzij het goede rioleringsstelsel wordt er minder water in de grond opgenomen, langs de kust leidt dit tot verzilting van de bodem vanuit de Noordzee en in de rest van het land versterkt dit de bodemdaling.
Tijdens de IJzertijd, rond 500 v.Chr., werd in het kustgebied van Friesland-Groningen begonnen met de bouw van terpen. Rond 1000 werd begonnen met de bedijking van het rivieren- en kustgebied tegen overstromingen. Aanvankelijk waren dit vooral veengebieden, vanaf de 13e eeuw werden vooral kwelders omdijkt.
Aan de Hollandse kust vond vanaf het begin van de 11e eeuw tot in de 16e eeuw de vorming van de Jonge Duinen plaats. Dit zand was afkomstig van de kusterosie. Achter de duinen ontstonden meren die door afslag groter werden. Vanaf de 16e eeuw kwamen er als gevolg van de Vervening voor turf nog plassen bij. Tussen de 11e en 13e eeuw vond in de Hollands-Utrechtse laagvlakte de Grote Ontginning plaats, waarbij grote veengebieden ontgonnen werden. Dit gebied was waarschijnlijk rond 1150 al helemaal omdijkt. Met de introductie van de baggerbeugel in de 16e eeuw, en wat later de moddermolen, kon het veen onder de waterspiegel tot op de kleilaag weggebaggerd worden, het slagturven. Een negatief gevolg van het slagturven - vooral wanneer dat op grote schaal gebeurde - was dat hierdoor enorme plassen konden ontstaan, want de legakkers werden bij stormen soms weggeslagen, waardoor diverse kleine plassen zich tot een grote plas konden verenigen. Op die manier verenigde het Haarlemmermeer zich in de 16e eeuw met het vroegere Leidsemeer, waardoor een waterplas van dreigende omvang bestond, totdat in de 19e eeuw uiteindelijk besloten werd deze droog te maken. In Noordwest-Utrecht ontstonden de Loosdrechtse plassen en Vinkeveense plassen door de turfwinning. Veel ontveende gebieden in het westen van Nederland werden na de 17e eeuw weer drooggelegd; zo ontstonden de veenpolders.
Aan het begin van Subatlanticum bestond het Flevomeer al. In deze periode ontstond een noordelijke verbinding met zee, waardoor het Oer-IJ bij Castricum langzaam verzandde. Na de Romeinse tijd zorgde afslag ervoor dat het zich uitbreidde tot het Almere. In de Vroege Middeleeuwen breidde de verbinding tussen het Almere en de Waddenzee zich uit tot het Vlie. In de 9e en 10e eeuw ontstond door inbraken de Middelzee, die daarna weer bedijkt werd en zo in de 16e eeuw weer volledig was drooggelegd. Bedijking van kwelder- en kustveengebieden zorgde ervoor dat tijdens stormen het zeewater niet meer over de kwelders kon uitstromen. Hierdoor steeg de stormvloedhoogte, waardoor de kans steeg op dijkdoorbraken. Deze vonden dan ook veelvuldig plaats.
Onder andere door de stormvloeden van de 13e eeuw en doordat met de Allerheiligenvloed van 1170 het Marsdiep Texel van Noord-Holland scheidde, trad een grotere erosie op waardoor de verbinding groter werd en de Zuiderzee ontstond. Door de bouw van de Afsluitdijk ontstond in 1932 het IJsselmeer. Het plan voor de Deltawerken werd na de watersnood van 1953 versneld uitgevoerd met als voltooiing de Maeslantkering van 1997.
Maar ook langs de rivieren zijn regelmatig dijken doorgebroken, vooral door kanalisering in Nederland, maar ook in België en Duitsland. Door de aanleg van dijken zijn de rivierbedden ingeperkt waardoor de hoeveelheid neergeslagen slib in een steeds kleiner gebied terechtkomt, waardoor de uiterwaarden steeds hoger komen te liggen en de waterstanden stijgen. Ook neemt het hoogteverschil tussen de binnen- en buitendijkse gebied langzaam toe door inklinking van het binnendijkse gebied. Extreme regenval in de bovenstroomse gebieden of veel smeltwater uit de Alpen kan dan leiden tot wateroverlast. Naar aanleiding van het hoge water in 1993 en 1995 werd het Deltaplan Grote Rivieren opgesteld waarna de rivierdijken werden verbeterd.
Het probleem is hier echter niet mee opgelost. Een van de oplossingen is het instellen van noodoverloopgebieden, een andere is afspraken maken met Duitsland en België. Ook hier zijn de rivieren gekanaliseerd.
Het resultaat van al deze processen is de huidige geologie van Nederland en Vlaanderen.

Paleogeografie tijdens het Subatlanticum
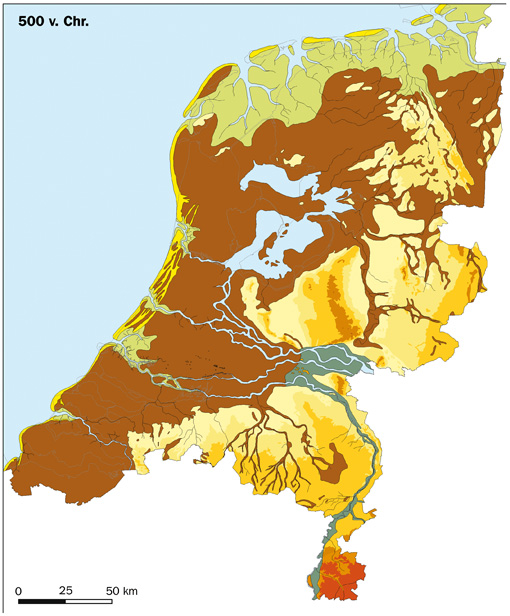
Nederland rond 500 v.Chr.
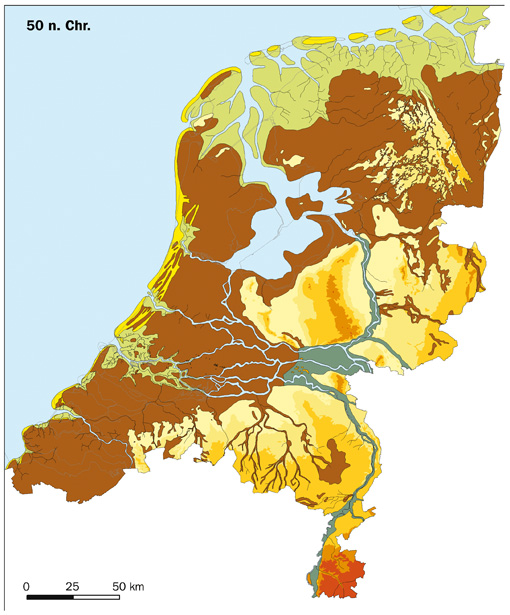
Nederland rond 50 n. Chr.
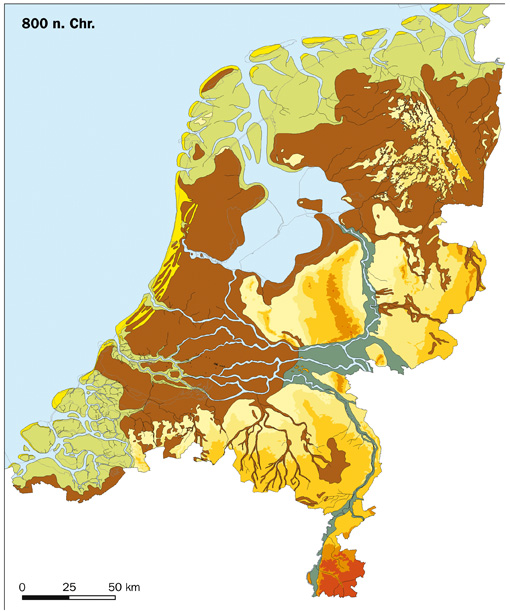
Nederland rond 800 n. Chr.